# ФК Тереквеш
ФК Тереквеш (мађ. Törekvés SE), је мађарски фудбалски клуб из Кебање, дела Будимпеште.

## Историја клуба
Тереквеш је основан 1897. године али је због тадашњих правила званично могао да учествује на такмичењима тек од 1900. године.
ФК Тереквеш је дебитовао у Törekvés debuted in the мађарској првој лиги 1903. године и сезону су завршили на трећем месту.

## Достигнућа
- Прва лига Мађарске у фудбалу
  - Треће место (1): 1903

## Име клуба
- Тереквеш ФК 1900–1951: - Törekvés SC
- Кебањаи Локомотив 1951–1955: - Kőbányai Lokomotív
- Кенбањаи Тереквес 1955–1957: - Kőbányai Törekvés
- Халадаш 1957–1958: - Haladás
- Тереквеш ШЕ 1958–1995: - Törekvés SE
- Тереквеш Сент Иштван ШЕ 1995–2000: - Törekvés Szent István SE
- Тереквеш КИШЕ 2000–2001: - Törekvés KISE